# محوطه شهرگاه ماسوله خونی
محوطه شهرگاه ماسوله خونی مربوط به هزاره اول قبل از میلاد است و در شهرستان ماسال، بخش مرکزی، دهستان ماسال، روستای ماسوله خونی واقع شده و این اثر در تاریخ ۱۲ دی ۱۳۸۶ با شمارهٔ ثبت ۲۰۴۷۵ به‌عنوان یکی از آثار ملی ایران به ثبت رسیده است.